# Campeonato Uruguayo de Segunda División 2011-12
El Campeonato Uruguayo de Segunda División 2011-12 fue el torneo de segunda categoría del fútbol uruguayo correspondiente a dicha temporada que otorgó tres ascensos a la Primera División.

## Relevos temporada anterior
| Club             | Descendido como                |
| ---------------- | ------------------------------ |
| Central Español  | 14° Tabla del descenso 2010-11 |
| Tacuarembó FC    | 15° Tabla del descenso 2010-11 |
| Miramar Misiones | 16° Tabla del descenso 2010-11 |

| Club         | Ascendido como |
| ------------ | -------------- |
| Villa Teresa | Campeón        |

| Club     | Ascendido como |
| -------- | -------------- |
| Progreso | Reafiliado     |

| Club        | Ascendido como                            |
| ----------- | ----------------------------------------- |
| Rentistas   | Campeón Segunda División 2010-11          |
| Cerrito     | Subcampeón Segunda División 2010-11       |
| Cerro Largo | Ganador playoffs Segunda División 2010-11 |

| Club       | Desafiliado por     |
| ---------- | ------------------- |
| Durazno FC | Disolución del Club |

## Reglamento[3]
I)  Sistema de disputa:
- El Campeonato Uruguayo constará de una única fase, en la cual se enfrentarán todos contra todos, de acuerdo al calendario que surja del sorteo del fixture y confeccionándose una única tabla de posiciones.
- Habrá tres ascensos a la Primera División Profesional, de acuerdo a lo reglamentado por el punto II del presente reglamento.
- En virtud de no haberse desarrollado un ámbito de competición amateur, tal como estaba previsto,  para que puedan participar las Instituciones del interior; se decide que no se produzcan descensos deportivos en esta temporada. Operará normalmente la pérdida de categoría por incumplimiento de las obligaciones económicas (de acuerdo a lo previsto en el Art. 3.1 del Reglamento General), ocupando posición de descenso el / los clubes que se encuentren en tal situación.

II)  Sistema de ascensos:
- Primer y segundo ascenso a la Primera División Profesional:

Los dos primeros equipos colocados en la tabla de posiciones de la temporada, conseguirán el ascenso a la Primera División Profesional, siendo el primer ubicado, el campeón Uruguayo.
Tercer ascenso a la Primera División Profesional: 
- El tercer ascenso:

Se definirá mediante la disputa de cuatro llaves (partidos de ida y vuelta) entre los ocho primeros equipos ubicados en la Tabla Anual que no hayan conseguido el primer y segundo ascenso.
Los cruces de las llaves se realizarán de la siguiente manera.
El equipo de mejor ubicación en la Tabla Anual jugará el primer partido como visitante ante el octavo equipo clasificado (Llave 1).
El segundo mejor equipo de la Tabla Anual jugará el primer partido como visitante frente al séptimo (Llave 2).
El tercer mejor equipo de la Tabla Anual jugará el primer partido como visitante frente al sexto (Llave 3.El cuarto mejor equipo de la Tabla Anual jugará el primer partido como visitante frente al quinto (Llave 4). 
Los vencedores de cada llave se cruzarán en semifinales de la siguiente manera: Vencedor de Llave 1 vs Vencedor Llave 4 y Vencedor de Llave 2 vs. Vencedor Llave 3. Dichas semifinales se disputarán en dos partidos de ida y vuelta siendo el visitante en el primer encuentro, el equipo que haya culminado en la mejor posición de la Tabla Anual, a su vez los vencedores de las semifinales pasarán a la final que se disputará en dos partidos de ida y vuelta siendo el visitante en el primer encuentro, el qequipo que haya culminado en la mejor posicioón de la Tabla Anual. 
Tanto las llaves, las semifinales, como la final se realizarán mediante la disputa de dos partidos de ida y vuelta con régimen de puntos y diferencia de goles. En caso de que al término de los 90 minutos del partido de vuelta, la llave finalice empatada en puntos y goles, se procederá a disputar un alargue de 30 minutos (dos tiempos de 15 minutos). Si culminado el alargue, la igualdad se mantiene, se ejecutarán tiros penales de acuerdo al régimen FIFA.

## Equipos[4]
| Club                             | Ciudad      | Fecha de fundación      | Estadio                                     |
| -------------------------------- | ----------- | ----------------------- | ------------------------------------------- |
| Club Atlético Atenas             | San Carlos  | 1 de mayo de 1928       | Estadio Atenas                              |
| Club Atlético Boston River       | Montevideo  | 20 de febrero de 1939   | en construcción                             |
| Tacuarembó Fútbol Club           | Tacuarembó  | 13 de noviembre de 1998 | Estadio Raúl Goyenola                       |
| Club Deportivo Maldonado         | Maldonado   | 25 de agosto de 1928    | Estadio Domingo Burgueño Miguel             |
| Central Español Fútbol Club      | Montevideo  | 5 de enero de 1905      | Estadio Parque Palermo                      |
| Club Atlético Juventud           | Las Piedras | 24 de diciembre de 1935 | Estadio Parque Artigas                      |
| Huracán Football Club            | Montevideo  | 1 de agosto de 1954     | Estadio Parque Pedro Ángel Bossio           |
| Club Sportivo Miramar Misiones   | Montevideo  | 26 de marzo de 1906     | Luis Alberto Méndez Piana                   |
| Club Plaza Colonia de Deportes   | Colonia     | 22 de abril de 1917     | Campus Municipal "Profesor Alberto Suppici" |
| Club Atlético Progreso           | Montevideo  | 1 de agosto de 1999     | Parque Abraham Paladino                     |
| Rocha Fútbol Club                | Rocha       | 6 de abril de 1919      | Estadio Municipal Doctor Mario Sobrero      |
| Institución Atlética Sud América | Montevideo  | 15 de febrero de 1914   | Estadio Parque Carlos Ángel Fossa           |
| Club Atlético Villa Teresa       | Montevideo  | 1 de junio de 1941      | Estadio Obdulio Varela                      |

## Posiciones[6]
| Puesto | Equipo              | Pts | PJ | PG | PE | PP | GF | GC | Dif |
| ------ | ------------------- | --- | -- | -- | -- | -- | -- | -- | --- |
| 1°     | Central Español     | 54  | 24 | 16 | 6  | 2  | 47 | 18 | +29 |
| 2°     | Juventud            | 43  | 24 | 12 | 7  | 5  | 37 | 22 | +15 |
| 3°     | Progreso            | 42  | 24 | 12 | 6  | 6  | 36 | 31 | +5  |
| 4°     | Tacuarembó          | 37  | 24 | 9  | 10 | 5  | 29 | 22 | +7  |
| 5°     | Huracán             | 35  | 24 | 9  | 8  | 7  | 29 | 31 | -2  |
| 6°     | Miramar Misiones    | 34  | 24 | 10 | 4  | 10 | 38 | 31 | +7  |
| 7°     | Boston River        | 33  | 24 | 7  | 12 | 5  | 30 | 25 | +5  |
| 8°     | Atenas              | 32  | 24 | 8  | 8  | 8  | 29 | 31 | -2  |
| 9°     | Sud América         | 27  | 24 | 6  | 9  | 9  | 23 | 24 | -1  |
| 10°    | Plaza Colonia       | 27  | 24 | 7  | 6  | 11 | 28 | 42 | -14 |
| 11°    | Deportivo Maldonado | 26  | 24 | 6  | 8  | 10 | 27 | 30 | -3  |
| 12°    | Rocha               | 21  | 24 | 5  | 4  | 15 | 28 | 51 | -23 |
| 13°    | Villa Teresa        | 11  | 24 | 2  | 6  | 16 | 20 | 43 | -21 |

|  | Campeón: Ascendió a Primera División.                  |
|  | Subcampeón: Ascendió a Primera División.               |
|  | Ganador de los play-offs: Ascendió a Primera División. |
|  | Clasificó a los play-offs por el tercer ascenso.       |

| Uruguay                                                      |
| Campeón Segunda División 2011-12 Central Español 3.er título |

## Play-offs del tercer ascenso
|  | Cuartos de final       | Cuartos de final       | Cuartos de final       |   |            | Semifinales              | Semifinales              | Semifinales              |  |  | Final                    | Final                    | Final                    |
|  | 2 y 9 de junio de 2012 | 2 y 9 de junio de 2012 | 2 y 9 de junio de 2012 |   |            | 16 y 19 de junio de 2012 | 16 y 19 de junio de 2012 | 16 y 19 de junio de 2012 |  |  | 23 y 30 de junio de 2012 | 23 y 30 de junio de 2012 | 23 y 30 de junio de 2012 |
|  |                        |                        |                        |   |            |                          |                          |                          |  |  |                          |                          |                          |
|  | Plaza Colonia          | 1                      | 0                      |   |            |                          |                          |                          |  |  |                          |                          |                          |
|  | Progreso               | 3                      | 1                      |   |            |                          |                          |                          |  |  |                          |                          |                          |
|  | Progreso               | 3                      | 1                      |   | Progreso   | 1                        | 0                        |                          |  |  |                          |                          |                          |
|  |                        |                        |                        |   | Progreso   | 1                        | 0                        |                          |  |  |                          |                          |                          |
|  |                        | Miramar Misiones       | 0                      | 0 |            |                          |                          |                          |  |  |                          |                          |                          |
|  | Boston River           | Miramar Misiones       | 0                      | 0 | 1          | 0                        |                          |                          |  |  |                          |                          |                          |
|  | Boston River           |                        |                        |   | 1          | 0                        |                          |                          |  |  |                          |                          |                          |
|  | Miramar Misiones       | 0                      | 4                      |   |            |                          |                          |                          |  |  |                          |                          |                          |
|  |                        |                        |                        |   |            |                          |                          |                          |  |  | Progreso (p.)            | 3                        | 0 (3)                    |
|  |                        |                        | Huracán                | 1 | 2 (2)      |                          |                          |                          |  |  |                          |                          |                          |
|  | Sud América            | 0                      | 0                      |   |            |                          |                          |                          |  |  |                          |                          |                          |
|  | Tacuarembó             | 0                      | 1                      |   |            |                          |                          |                          |  |  |                          |                          |                          |
|  | Tacuarembó             | 0                      | 1                      |   | Tacuarembó | 2                        | 1                        |                          |  |  |                          |                          |                          |
|  |                        |                        |                        |   | Tacuarembó | 2                        | 1                        |                          |  |  |                          |                          |                          |
|  |                        | Huracán (p.)           | 2                      | 1 |            |                          |                          |                          |  |  |                          |                          |                          |
|  | Atenas                 | Huracán (p.)           | 2                      | 1 | 1          | 0                        |                          |                          |  |  |                          |                          |                          |
|  | Atenas                 |                        |                        |   | 1          | 0                        |                          |                          |  |  |                          |                          |                          |
|  | Huracán                | 1                      | 1                      |   |            |                          |                          |                          |  |  |                          |                          |                          |

## Resultados[8]
| Progreso            | 0 - 0 | Central Español | 1 de octubre de 2011 |
| Deportivo Maldonado | 1 - 3 | Juventud        | 1 de octubre de 2011 |
| Rocha               | 3 - 2 | Boston River    | 1 de octubre de 2011 |
| Huracán             | 0 - 3 | Sud América     | 1 de octubre de 2011 |
| Tacuarembó          | 0 - 0 | Atenas          | 1 de octubre de 2011 |
| Miramar Misiones    | 1 - 1 | Villa Teresa    | 2 de octubre de 2011 |

| Central Español | 2 - 1 | Miramar Misiones    | 8 de octubre de 2011 |
| Atenas          | 0 - 0 | Huracán             | 8 de octubre de 2011 |
| Boston River    | 1 - 1 | Deportivo Maldonado | 8 de octubre de 2011 |
| Villa Teresa    | 0 - 1 | Progreso            | 8 de octubre de 2011 |
| Sud América     | 1 - 1 | Tacuarembó          | 8 de octubre de 2011 |
| Juventud        | 4 - 0 | Plaza Colonia       | 9 de octubre de 2011 |

| Miramar Misiones    | 1 - 0 | Tacuarembó    | 15 de octubre de 2011 |
| Huracán             | 3 - 0 | Rocha         | 15 de octubre de 2011 |
| Villa Teresa        | 0 - 1 | Juventud      | 15 de octubre de 2011 |
| Atenas              | 1 - 1 | Progreso      | 15 de octubre de 2011 |
| Deportivo Maldonado | 1 - 2 | Plaza Colonia | 15 de octubre de 2011 |
| Sud América         | 1 - 1 | Boston River  | 16 de octubre de 2011 |

| Juventud            | 2 - 2 | Huracán          | 22 de octubre de 2011 |
| Rocha               | 3 - 4 | Miramar Misiones | 22 de octubre de 2011 |
| Deportivo Maldonado | 3 - 0 | Villa Teresa     | 22 de octubre de 2011 |
| Progreso            | 1 - 1 | Sud América      | 23 de octubre de 2011 |
| Tacuarembó          | 1 - 0 | Central Español  | 23 de octubre de 2011 |
| Plaza Colonia       | 0 - 2 | Boston River     | 23 de octubre de 2011 |

| Plaza Colonia    | 0 - 3 | Huracán             | 29 de octubre de 2011 |
| Miramar Misiones | 2 - 0 | Sud América         | 29 de octubre de 2011 |
| Central Español  | 4 - 0 | Rocha               | 29 de octubre de 2011 |
| Boston River     | 1 - 1 | Progreso            | 29 de octubre de 2011 |
| Atenas           | 0 - 2 | Deportivo Maldonado | 29 de octubre de 2011 |
| Juventud         | 1 - 0 | Tacuarembó          | 30 de octubre de 2011 |

| Deportivo Maldonado | 2 - 2 | Rocha           | 5 de noviembre de 2011 |
| Huracán             | 1 - 0 | Central Español | 5 de noviembre de 2011 |
| Miramar Misiones    | 1 - 1 | Atenas          | 5 de noviembre de 2011 |
| Tacuarembó          | 3 - 1 | Villa Teresa    | 5 de noviembre de 2011 |
| Progreso            | 4 - 2 | Plaza Colonia   | 5 de noviembre de 2011 |
| Sud América         | 0 - 0 | Juventud        | 6 de noviembre de 2011 |

| Rocha           | 0 - 1 | Atenas              | 12 de noviembre de 2011 |
| Tacuarembó      | 3 - 0 | Boston River        | 12 de noviembre de 2011 |
| Central Español | 3 - 2 | Deportivo Maldonado | 12 de noviembre de 2011 |
| Plaza Colonia   | 1 - 3 | Miramar Misiones    | 12 de noviembre de 2011 |
| Sud América     | 1 - 0 | Villa Teresa        | 12 de noviembre de 2011 |
| Juventud        | 0 - 1 | Progreso            | 13 de noviembre de 2011 |

| Rocha            | 3 - 2 | Tacuarembó          | 14 de noviembre de 2011 |
| Atenas           | 1 - 1 | Boston River        | 14 de noviembre de 2011 |
| Progreso         | 3 - 1 | Deportivo Maldonado | 14 de noviembre de 2011 |
| Central Español  | 1 - 1 | Juventud            | 14 de noviembre de 2011 |
| Miramar Misiones | 1 - 2 | Huracán             | 14 de noviembre de 2011 |
| Villa Teresa     | 1 - 1 | Plaza Colonia       | 14 de noviembre de 2011 |

| Sud América  | 1 - 0 | Rocha            | 26 de noviembre de 2011 |
| Boston River | 2 - 2 | Villa Teresa     | 26 de noviembre de 2011 |
| Juventud     | 4 - 1 | Miramar Misiones | 26 de noviembre de 2011 |
| Tacuarembó   | 1 - 1 | Plaza Colonia    | 26 de noviembre de 2011 |
| Huracán      | 2 - 3 | Progreso         | 26 de noviembre de 2011 |
| Atenas       | 2 - 3 | Central Español  | 26 de noviembre de 2011 |

| Villa Teresa     | 1 - 1 | Rocha               | 3 de diciembre de 2011 |
| Miramar Misiones | 1 - 2 | Boston River        | 3 de diciembre de 2011 |
| Plaza Colonia    | 1 - 2 | Atenas              | 3 de diciembre de 2011 |
| Progreso         | 0 - 2 | Tacuarembó          | 3 de diciembre de 2011 |
| Sud América      | 1 - 2 | Central Español     | 3 de diciembre de 2011 |
| Huracán          | 1 - 0 | Deportivo Maldonado | 3 de diciembre de 2011 |

| Villa Teresa    | 0 - 1 | Huracán             | 10 de diciembre de 2011 |
| Plaza Colonia   | 0 - 0 | Sud América         | 10 de diciembre de 2011 |
| Rocha           | 3 - 5 | Progreso            | 10 de diciembre de 2011 |
| Central Español | 1 - 0 | Boston River        | 10 de diciembre de 2011 |
| Juventud        | 4 - 1 | Atenas              | 10 de diciembre de 2011 |
| Tacuarembó      | 0 - 0 | Deportivo Maldonado | 10 de diciembre de 2011 |

| Juventud            | 2 - 0 | Rocha            | 17 de diciembre de 2011 |
| Boston River        | 2 - 0 | Huracán          | 17 de diciembre de 2011 |
| Atenas              | 5 - 2 | Villa Teresa     | 17 de diciembre de 2011 |
| Progreso            | 1 - 0 | Miramar Misiones | 17 de diciembre de 2011 |
| Central Español     | 2 - 0 | Plaza Colonia    | 17 de diciembre de 2011 |
| Deportivo Maldonado | 1 - 0 | Sud América      | 17 de diciembre de 2011 |

| Sud América      | 3 - 0 | Atenas              | 20 de diciembre de 2011 |
| Miramar Misiones | 3 - 1 | Deportivo Maldonado | 20 de diciembre de 2011 |
| Plaza Colonia    | 2 - 1 | Rocha               | 21 de diciembre de 2011 |
| Boston River     | 0 - 0 | Juventud            | 21 de diciembre de 2011 |
| Huracán          | 1 - 2 | Tacuarembó          | 21 de diciembre de 2011 |
| Villa Teresa     | 0 - 4 | Central Español     | 21 de diciembre de 2011 |

| Central Español | 2 - 1 | Progreso            | 25 de febrero de 2012 |
| Juventud        | 0 - 0 | Deportivo Maldonado | 25 de febrero de 2012 |
| Boston River    | 3 - 0 | Rocha               | 25 de febrero de 2012 |
| Atenas          | 1 - 1 | Tacuarembó          | 25 de febrero de 2012 |
| Villa Teresa    | 1 - 0 | Miramar Misiones    | 25 de febrero de 2012 |
| Sud América     | 1 - 2 | Huracán             | 26 de febrero de 2012 |

| Miramar Misiones    | 0 - 2 | Central Español | 3 de marzo de 2012 |
| Huracán             | 2 - 0 | Atenas          | 3 de marzo de 2012 |
| Deportivo Maldonado | 0 - 0 | Boston River    | 3 de marzo de 2012 |
| Tacuarembó          | 0 - 0 | Sud América     | 3 de marzo de 2012 |
| Plaza Colonia       | 1 - 2 | Juventud        | 3 de marzo de 2012 |
| Progreso            | 1 - 0 | Villa Teresa    | 4 de marzo de 2012 |

| Progreso      | 1 - 4 | Atenas              | 10 de marzo de 2012 |
| Rocha         | 0 - 0 | Huracán             | 10 de marzo de 2012 |
| Juventud      | 1 - 2 | Villa Teresa        | 10 de marzo de 2012 |
| Boston River  | 1 - 1 | Sud América         | 10 de marzo de 2012 |
| Tacuarembó    | 1 - 0 | Miramar Misiones    | 10 de marzo de 2012 |
| Plaza Colonia | 1 - 0 | Deportivo Maldonado | 10 de marzo de 2012 |

| Huracán          | 1 - 1 | Juventud            | 24 de marzo de 2012 |
| Miramar Misiones | 2 - 1 | Rocha               | 24 de marzo de 2012 |
| Villa Teresa     | 0 - 1 | Deportivo Maldonado | 24 de marzo de 2012 |
| Sud América      | 0 - 1 | Progreso            | 24 de marzo de 2012 |
| Central Español  | 5 - 1 | Tacuarembó          | 24 de marzo de 2012 |
| Boston River     | 1 - 1 | Plaza Colonia       | 24 de marzo de 2012 |

| Sud América         | 1 - 2 | Miramar Misiones | 31 de marzo de 2012 |
| Rocha               | 1 - 2 | Central Español  | 31 de marzo de 2012 |
| Progreso            | 1 - 1 | Boston River     | 31 de marzo de 2012 |
| Deportivo Maldonado | 0 - 1 | Atenas           | 31 de marzo de 2012 |
| Huracán             | 0 - 2 | Plaza Colonia    | 31 de marzo de 2012 |
| Tacuarembó          | 2 - 0 | Juventud         | 31 de marzo de 2012 |

| Central Español | 1 - 1 | Huracán             | 7 de abril de 2012 |
| Rocha           | 2 - 2 | Deportivo Maldonado | 7 de abril de 2012 |
| Atenas          | 2 - 2 | Miramar Misiones    | 7 de abril de 2012 |
| Plaza Colonia   | 2 - 1 | Progreso            | 7 de abril de 2012 |
| Villa Teresa    | 2 - 3 | Tacuarembó          | 7 de abril de 2012 |
| Juventud        | 3 - 1 | Sud América         | 7 de abril de 2012 |

| Deportivo Maldonado | 0 - 2 | Central Español | 14 de abril de 2012 |
| Atenas              | 1 - 0 | Rocha           | 14 de abril de 2012 |
| Miramar Misiones    | 3 - 1 | Plaza Colonia   | 14 de abril de 2012 |
| Villa Teresa        | 1 - 1 | Sud América     | 14 de abril de 2012 |
| Boston River        | 2 - 0 | Tacuarembó      | 14 de abril de 2012 |
| Progreso            | 2 - 0 | Juventud        | 14 de abril de 2012 |

| Huracán             | 0 - 4 | Miramar Misiones | 21 de abril de 2012 |
| Boston River        | 2 - 0 | Atenas           | 21 de abril de 2012 |
| Deportivo Maldonado | 3 - 0 | Progreso         | 21 de abril de 2012 |
| Juventud            | 1 - 1 | Central Español  | 21 de abril de 2012 |
| Plaza Colonia       | 1 - 1 | Villa Teresa     | 21 de abril de 2012 |
| Tacuarembó          | 3 - 0 | Rocha            | 21 de abril de 2012 |

| Miramar Misiones | 0 - 2 | Juventud     | 28 de abril de 2012 |
| Progreso         | 4 - 1 | Huracán      | 28 de abril de 2012 |
| Rocha            | 2 - 1 | Sud América  | 28 de abril de 2012 |
| Villa Teresa     | 2 - 3 | Boston River | 28 de abril de 2012 |
| Plaza Colonia    | 1 - 1 | Tacuarembó   | 28 de abril de 2012 |
| Central Español  | 0 - 0 | Atenas       | 29 de abril de 2012 |

| Central Español     | 0 - 0 | Sud América      | 5 de mayo de 2012 |
| Rocha               | 1 - 0 | Villa Teresa     | 5 de mayo de 2012 |
| Boston River        | 0 - 0 | Miramar Misiones | 5 de mayo de 2012 |
| Atenas              | 1 - 2 | Plaza Colonia    | 5 de mayo de 2012 |
| Deportivo Maldonado | 1 - 1 | Huracán          | 5 de mayo de 2012 |
| Tacuarembó          | 0 - 0 | Progreso         | 6 de mayo de 2012 |

| Boston River        | 1 - 3 | Central Español | 12 de mayo de 2012 |
| Atenas              | 3 - 1 | Juventud        | 12 de mayo de 2012 |
| Huracán             | 3 - 2 | Villa Teresa    | 12 de mayo de 2012 |
| Progreso            | 3 - 0 | Rocha           | 12 de mayo de 2012 |
| Deportivo Maldonado | 1 - 1 | Tacuarembó      | 12 de mayo de 2012 |
| Sud América         | 0 - 1 | Plaza Colonia   | 12 de mayo de 2012 |

| Miramar Misiones | 5 - 0 | Progreso            | 19 de mayo de 2012 |
| Rocha            | 1 - 2 | Juventud            | 19 de mayo de 2012 |
| Huracán          | 1 - 1 | Boston River        | 19 de mayo de 2012 |
| Villa Teresa     | 0 - 1 | Atenas              | 19 de mayo de 2012 |
| Plaza Colonia    | 2 - 4 | Central Español     | 19 de mayo de 2012 |
| Sud América      | 3 - 2 | Deportivo Maldonado | 19 de mayo de 2012 |

| Atenas              | 1 - 2 | Sud América      | 26 de mayo de 2012 |
| Deportivo Maldonado | 2 - 1 | Miramar Misiones | 26 de mayo de 2012 |
| Juventud            | 2 - 1 | Boston River     | 26 de mayo de 2012 |
| Tacuarembó          | 1 - 1 | Huracán          | 26 de mayo de 2012 |
| Central Español     | 3 - 1 | Villa Teresa     | 26 de mayo de 2012 |
| Rocha               | 4 - 3 | Plaza Colonia    | 26 de mayo de 2012 |

## Resultados finales
| Club            | Ascendido como    |
| --------------- | ----------------- |
| Central Español | Campeón           |
| Juventud        | Subcampeón        |
| Progreso        | Ganador play-offs |

## Goleadores[9]
| Jugador                                               | Equipo              | Goles |
| ----------------------------------------------------- | ------------------- | ----- |
| Ramón Valencio                                        | Central Español     | 18    |
| Sergio Souza                                          | Central Español     | 13    |
| Miguel Puglia                                         | Juventud            | 12    |
| Sebastián Fernández                                   | Miramar Misiones    | 10    |
| Santiago Bello                                        | Deportivo Maldonado | 10    |
| Última actualización: 22 de mayo de 2012 11:31(GMT+1) |                     |       |

| Predecesor: 2010-11 | Campeonato Uruguayo de Segunda División 2011-12 | Sucesor: 2012-13 |